# 伊陶卡拉
伊陶卡拉是巴西里约热内卢州的一个市镇。总面积428.44平方公里，总人口22452人，人口密度52.4人/平方公里。